# 圣马力诺指数
在主动搜寻地外文明计划中，圣马力诺指数（英語：San Marino Scale）是一个评估从地球向可能的外星智慧生命发出信号带来的威胁程度的指数。该指数由伊凡·艾尔玛在2005年圣马力诺的一个会议上提出。木星、土星和海王星发出的辐射在该模型中不被考虑。圣马力诺指数随后在2007年被在印度海德拉巴召开的国际宇航科学学院的SETI常任研究小组会议上被采纳。

## 定義
圣马力诺指数定義如下：
{\displaystyle SMI=I+C}
{\displaystyle I{=}\log _{10}\left({\frac {\text{信 号 强 度}}{\text{背 景 强 度}}}\right)}
- SMI：圣马力诺指数
- I：信號的強度。此信號強度相對於太陽系的背景輻射。
- C：信號的特徵。

### 評定量表
圣马力诺指数依所代表的威脅程度不同，由低至高共有10級。
1. 無
2. 低
3. 低微
4. 偏低
5. 中
6. 偏高
7. 高
8. 很高
9. 顯著
10. 極端